# Oscar Jacobson
Oscar Jacobson är ett svenskt herrkonfektionsföretag grundat i Borås 1903 av skräddaren Oscar Jacobson. Oscar Jacobson var VD i företaget fram till 1957 då han efterträddes av sin son Anders Jacobson. Familjen Jacobson sålde 1971 företaget till Sweteco. 1983 köptes företaget av Börje Bengtsson som senare efterträddes av sin son Magnus Bengtsson. Företaget ingick under den tiden i Oscar Jacobson & Stenströms Holdings. I dess ägo fanns även Stenströms Skjortfabrik i Helsingborg.
2008 avyttrades Oscar Jacobson AB ur koncernen och köptes då av investmentbolaget Valedo Partners. Valedo Partners ägs till större delen av pensionsfonder.
I samband med att Valedo Partners tog över bolaget tillsattes Roger Tjernberg som VD för Oscar Jacobson AB.  Tjernberg kom då senast från ett annat svenskt konfektionsföretag, Tiger of Sweden.
Företaget har flagship stores i Stockholm, Göteborg, Sundsvall, Norge och Finland.